# Liou Jen (císař)
Liou Jen (čínsky pchin-jinem Liú Yǎn, znaky zjednodušené 刘䶮, tradiční 劉龑, 889 – 10. června 942) byl první císař říše Jižní Chan, jedné z říší v období pěti dynastií a deseti říší.

## Mládí
Narodil se za vlády císaře Čao-cunga z říše Tchang. Jeho otec Liou Č’-čchien byl prefektem v oblasti moderního města Čao-čching. Liou Jena měl se svou tajnou konkubínou, kterou po jeho narození Liou Č’-čchienova manželka zabila a Liou Jena přijala za vlastního. Když se jeho nevlastní bratr Liou Jin stal v roce 896 generálem podřízeným princi Li Č’-žou, dostal formální hodnost vojenského poradce i Liou Jen, který přijal nové jméno Liou Č’.

## Služba pod Liou Jinem
Když zemřel následník Li Č’-žou, Sü Jen-žuo, zanechal císaři Čao-cungovi doporučení, ať jeho funkci dočasně vykonává Liou Jin. Liou Č’ pak sloužil přímo pod svým bratrem. Jeho prvním zaznamenaným úspěchem je začátek tažení v roce 902, kdy Liou Jin porazil armádu, které velel u Čchao (moderní Čchao-čou) Lu Kuang-čchou, pak se vydal obléhat Šao (moderní Šao-kuan). Ten na základě Liou Č’ovy rady místo přímého útoku raději oblehl. Obléhání nebylo úspěšné, protože vysoká říční hladina narušila zásobovací řetězce obléhatelů. Jejich armáda se pak stáhla.
Novým řádným vojenským správcem (ťie-tu-š’) Čching-chaje byl císařem Čao-cungem mezitím jmenován Cchuej Jüan. Liou Jin ovšem zaplatil Ču Wenovi, který v té době fakticky ovládal císařský dvůr, a Čao-cungův syn, loutkový vládce císař Aj, jmenoval v roce 904 řádným vojenským správcem Liou Jina. Liou Č’ se stal jeho zástupcem a Liou Jin mu svěřil boj proti řadě mocných vojenských vůdců, kteří neuznávali jeho autoritu: Khúc Hạo v oblasti moderní Hanoje, Liou Š’-čeng v oblasti moderního Kuej-linu, Jie Kuang-lu-e v oblasti moderního Nan-ningu, Pchang Ťü-čao v oblasti moderního Jü-linu a další. Liou Č’ je postupně přiměl k poslušnosti nebo k odchodu, čímž získal oblastní proslulost. Jedním z těch, kteří odešli, byl Liou Čchang-lu z oblasti Kao (moderní Mao-ming), který se podřídil Ma Jinovi z říše Čchu.
Když v roce 911 Liou Jin smrtelně onemocněl, doporučil za svého dočasného nástupce právě Liou Č’. Když jej později císař Tchaj-cu z říše Pozdní Liang jmenoval řádným vojenským správcem, bylo jeho jméno opět změněno na Liu Jen. Když se po zavraždění svého otce stal v roce 912 císařem Ču Jou-kuej, udělil v roce 913 Liou Jinovi čestný titul tchaj-fu. Pak byl Ču Jou-kuej svržen svým bratrem Ču Jou-čenem, který přijal jméno Ču Čen a Liou Jina udělal vojenským správcem nejen Čching-chaje, ale i Ťien-wu.
V roce 913 se Liou Jen pokusil uzavřít spojenectví s Ma Jinem skrze manželství, s čímž Ma souhlasil, a Liou Jen vyslal v roce 915 delegaci do Čchang-ša pro Ma, Maovu dceru, svoji nevěstu. Zároveň vyvíjel tlak na Ču Čena, aby mu udělil další, vyšší titul, aby neměl nižší titul než Čchien Liou, král Wu-jüe. Když Ču Čen odmítl, Liou Jen přestal k jeho dvoru posílat tribut a delegace.
Na podzim 917 se sám vyhlásil císařem nového státu Jüe, který v roce 918 přejmenoval na Chan (a který začal být označován za Jižní Chan). Rovněž v roce 917 dal svou neteř Liou Cha, dceru svého bratra Liou Jina, za manželku Wan Jen-ťünovi, synovi Wang Šen-c’, vládce sousední říše Min.
V roce 919 jmenoval svou manželku Ma císařovnou.
V roce 922 při návštěvě Mej-kchou (oblast moderního Mej-čou) jen díky varování unikl před překvapivým útokem, který na něj připravil minský generál Wang Jen-mej. V roce 924 naopak Liou Jen zaútočil na Min, ale jeho územní zisky byly jen dočasné, než se byl nucen po protiútoku stáhnout.
V roce 925 vyslal vyslance Che Cch’ k císaři Čuang-cungovi do říše Pozdní Tchang, který měl za úkol vystupovat poníženě. Vrátil se ovšem se zprávami, že se říše Pozdní Tchang není potřeba bát, a Liou Jen se tedy o další komunikaci už nesnažil.
V roce 928 se jeho generálovi podařilo zahnat na ústup invazi z říše Čchu.
V roce 930 vyslal Liou Jen generály Liang Kche-čena a Li Šou-fu, aby zaútočili na prefekturu Ťiao. Tu získali pod vládu Jižního Chanu a Liang při svém tažení také vyplenil království Čampa, ovšem říše Jižní Chan prefekturu udržela jen do roku 931.
V roce 936 se Liou Jen neúspěšně pokusil zaútočit na Čchu, ale armáda Čchu pod vedením prince Ma Si-fan útok odrazila v prefektuře Kuej (moderní Kuej-lin).
V roce 937 bojovali o nadvládu nad Ťiao vietnamští generálové Kiều Công Tiễn a Ngô Quyền a Kiều Công Tiễn požádal Liou-Jena o vojenskou pomoc. Ten v tom viděl příležitost získat Ťiao zpět pod svou nadvládu. V čele flotily poslal svého syna Liou Chung-cchao a sám ho následoval s druhou armádou. V bitvě na řece Bạch Đằng u zátoky Ha Long ovšem flotila říše Jižní Chan utrpěla drtivou porážku, když se nechala nalákat do pasti v podobě kůlů s železnými bodci, které při jejím připlutí skrýval příliv. Když se o porážce flotily svého syna dozvěděl Liou Jen, výpravu vzdal a ustoupil do Kantonu. Bitva je považována za důležitou součást vietnamských dějiny, protože definitivně ukončila zhruba tisíciletou nadvládu Číny nad Vietnamem.
V roce 942 Liou Jen onemocněl a zemřel. Na trůnu jej vystřídal jeho syn Liou Chung-tu.